# Alberto Doria
Mario Alberto Doria (Firenze, 21 luglio 1901 – Bologna, 31 maggio 1944) è stato uno sceneggiatore e regista italiano.

## Biografia
Dopo il diploma in scienze politiche entra negli anni trenta nel mondo del cinema come aiuto regista e organizzatore per conto di varie produzioni. È assistente di Alessandro Blasetti, Mario Bonnard e Alberto Lattuada; collabora anche come sceneggiatore per Fernando Cerchio e Carlo Borghesio.
Nel 1941 dirige il suo unico film, Il ponte sull'infinito; nel cast anche sua moglie, l'attrice Bianca Doria che aveva adottato il suo cognome dopo il matrimonio.
Muore nel 1944 a quarandue anni, vittima di un incidente stradale.

## Filmografia

### Regista
- Il ponte sull'infinito (1941)

### Aiuto regista
- Il trattato scomparso, regia di Mario Bonnard (1933)
- Giallo, regia di Mario Camerini (1933)
- Sei bambine e il Perseo, regia di Giovacchino Forzano (1939)
- Giacomo l'idealista, regia di Alberto Lattuada (1943)

### Direttore di produzione
- La mia vita sei tu, regia di Pietro Francisci (1934)
- L'ultimo sogno, regia di Marcello Albani (1946)

### Sceneggiatore
- Porte chiuse, regia di Fernando Cerchio e Carlo Borghesio (1945)